# Семья (телесериал, 1976)
Семья (англ. Family) — американский драматический телесериал, созданный Джей Аллен Престон и продюсируемый Аароном Спеллингом, Майком Николсом и Леонардом Голдбергом, который транслировался на телеканале ABC с 9 марта 1976 по 25 июня 1980 года.

## Обзор
В центре сюжета сериала находилась Кейт и Даг Лоуренс, женатая пара среднего класса, роли которых исполняли Сада Томпсон и Джеймс Бродерик. У них было трое детей. Шоу пыталось правдиво показать жизнь среднестатистической американской семьи, а повествование велось от главной героини, которую играла Сада Томпсон.
На протяжении всего периода трансляции сериал получал благоприятные отзывы от критиков, а также стал одним из знаковых шоу десятилетия. Сериал выиграл четыре премии «Эмми», а также получил ещё три десятка различных наград и номинаций, в том числе и три «Эмми» за лучший драматический сериал.

## Награды и номинации
- «Эмми»
  - 1977 — Премия «Эмми» за лучшую женскую роль в драматическом телесериале — Сада Томпсон (номинация)
  - 1977 — Премия «Эмми» за лучший драматический сериал (номинация)
  - 1977 — Премия «Эмми» за лучшую женскую роль второго плана в драматическом телесериале — Мередит Бакстер (номинация)
  - 1977 — Премия «Эмми» за лучшую женскую роль второго плана в драматическом телесериале — Кристи Макникол
  - 1977 — Премия «Эмми» за лучшую мужскую роль второго плана в драматическом телесериале — Гэри Фрэнк
  - 1978 — Премия «Эмми» за лучшую женскую роль в драматическом телесериале — Сада Томпсон
  - 1978 — Премия «Эмми» за лучший драматический сериал (номинация)
  - 1978 — Премия «Эмми» за лучшую женскую роль второго плана в драматическом телесериале — Мередит Бакстер (номинация)
  - 1978 — Премия «Эмми» за лучшую женскую роль второго плана в драматическом телесериале — Кристи Макникол (номинация)
  - 1978 — Премия «Эмми» за лучшую мужскую роль в драматическом телесериале — Джеймс Бродерик (номинация)
  - 1978 — Премия «Эмми» в категории «Лучший приглашённый актёр в драматическом телесериале» — Джон Рубинштейн (номинация)
  - 1978 — Премия «Эмми» за лучшую работу оператора в драматическом телесериале — Джим Фэрис
  - 1979 — Премия «Эмми» за лучшую женскую роль в драматическом телесериале — Сада Томпсон (номинация)
  - 1979 — Премия «Эмми» за лучшую женскую роль второго плана в драматическом телесериале — Кристи Макникол
  - 1980 — Премия «Эмми» за лучшую женскую роль в драматическом телесериале — Сада Томпсон (номинация)
  - 1980 — Премия «Эмми» за лучшую женскую роль второго плана в драматическом телесериале — Кристи Макникол (номинация)
  - 1980 — Премия «Эмми» за лучший драматический сериал (номинация)

«Золотой глобус»
  - 1977 — Премия «Золотой глобус» за лучшую женскую роль в телевизионном сериале — драма — Сада Томпсон (номинация)
  - 1977 — Премия «Золотой глобус» за лучший телевизионный сериал — драма — (номинация)
  - 1978 — Премия «Золотой глобус» за лучший телевизионный сериал — драма — (номинация)
  - 1979 — Премия «Золотой глобус» за лучшую женскую роль в телевизионном сериале — драма — Сада Томпсон (номинация)
  - 1979 — Премия «Золотой глобус» за лучшую женскую роль в телевизионном сериале — драма — Кристи Макникол (номинация)
  - 1979 — Премия «Золотой глобус» за лучший телевизионный сериал — драма — (номинация)
  - 1980 — Премия «Золотой глобус» за лучшую женскую роль в телевизионном сериале — драма — Сада Томпсон (номинация)